# ミゲル2世・デ・ブラガンサ
ミゲル・ジャヌアリオ・デ・ブラガンサ（ポルトガル語: Miguel Januário de Bragança, 1853年9月19日 - 1927年10月11日）は、ポルトガルのミゲリスタ王位請求者。1866年から1920年まで、ブラガンサ公ミゲル2世 (Miguel II) として活動していた。

## 生涯
ポルトガル国王だったミゲル1世とその妃であるレーヴェンシュタイン＝ヴェルトハイム＝ローゼンベルク侯女アデライデの嫡子として、バイエルンのレーヴェンシュタイン城で生まれた。ポルトガル内戦に敗れた父ミゲル1世は、1834年の追放令によって帰国を禁じられていた。そのため、子供たちはドイツとオーストリアで教育を受けた。
ミゲル2世はオーストリア皇帝フランツ・ヨーゼフ1世の臣下となり、ボスニア占領の任に就いた。皇帝はミゲルを非常に重用し、ポルトガル政府が拒否しようとも彼がポルトガル国籍を保持することを許し、治外法権の特権を与えた。
ミゲルは第7連隊の大佐になり、第一次世界大戦中に陸軍中将となった。戦争でポルトガル共和国が敵国となると、軍人の地位から離れて文民としてマルタ騎士団へ加入した。1918年11月にオーストリア＝ハンガリー帝国が崩壊すると、最後のオーストリア皇帝カール1世の一家とともにスイスのワルテク城に一時期滞在した。ハプスブルク帝国という庇護者を失ったミゲル2世とその家族は貧窮したという。
1920年、長男ミゲルがアメリカ人女性アニタ・ステュワートと貴賤結婚したことにより不和となった。ミゲル2世は王位請求者の地位を、当時12歳だった三男ドゥアルテ・ヌノへ譲った。
1927年にゼーベンシュタインで没し、ブロンバッハの聖母昇天修道院に葬られた。

## 家族
1877年、レーゲンスブルクでトゥルン・ウント・タクシス侯世子マクシミリアン・アントンの次女エリーザベト（イザベル）と結婚し、2男1女を儲けた。
- ミゲル（英語版）（1878年 - 1923年） - 貴賤結婚のため公位継承権を放棄
- フランシスコ・ジョゼ（英語版）（1879年 - 1919年）
- マリア・テレザ（ロシア語版）（1881年 - 1945年） - トゥルン・ウント・タクシス侯子カール・ルートヴィヒと結婚

1893年、母方の従妹にあたるレーヴェンシュタイン＝ヴェルトハイム＝ローゼンベルク侯女マリア・テレジア（マリア・テレザ）と再婚し、1男7女を儲けた。
- イザベル・マリア（英語版）（1894年 - 1970年） - トゥルン・ウント・タクシス侯フランツ・ヨーゼフと結婚
- マリア・ベネディタ（1896年 - 1971年）
- マファルダ（1898年 - 1918年）
- マリア・アナ（英語版）（1899年 - 1971年） - トゥルン・ウント・タクシス侯カール・アウグストと結婚
- マリア・アントニア（1903年 - 1973年） - シドニー・アシュリー・チャンラーと結婚
- フィリパ・マリア（1905年 - 1990年）
- ドゥアルテ・ヌノ（1907年 - 1976年） - ブラガンサ家家長
- マリア・アデライデ（英語版）（1912年 - 2012年） - ニコラス・ファン・ウーデンと結婚

## 称号と栄典
- ポルトガル王国：Grand Master of the Order of Saint Michael of the Wing
- バイエルン王国：Knight of the Bavarian Order of St. Hubert
- オーストリア＝ハンガリー帝国：金羊毛騎士